# Sepentari del Sahel
El Sepentari del Sahel (Circaetus beaudouini) és un ocell rapinyaire de la família dels accipítrids (Accipitridae). Habita sabanes i estepes d'una zona al sud del Sahel africà, des del Senegal fins a l'oest del Sudan. El seu estat de conservació es considera vulnerable.
Forma una complex d'espècies amb l'àguila marcenca (Circaetus gallicus) i amb el serpentari pitnegre (Circaetus pectoralis).

## Descripció
És un rapinyaire de mida mitjana, amb una envergadura a les ales de 170 cm. Les parts superiors són de color marró gris, inclosos el cap i el pit, que contrasten amb les parts inferiors blanques barrades amb una sortida de color marró i blanc. Té un bec negre, uns grans ulls de color groc brillant i unes potes llargues de color gris pàl·lid i sense plomes. Els joves són tots foscos.

## Comportament
Normalment se la pot veure en perxes que es destaquen en el paisatge, com pals de telègraf o arbres morts, ja que és un caçador d'estar i esperar, en lloc de volar, però en general el comportament és poc conegut. La dieta consisteix principalment en serps i altres petits vertebrats. Es reprodueix entre el novembre i el març a l’Àfrica occidental en un petit niu de branques que construeix a la part superior d’un arbre de fin a 25 m d'alçada. La posta sol ser d'un sol ou. El període d’incubació és probablement d’uns 45 dies, amb un període inicial que pot ser de 70 dies més.

## Hàbitat
Boscos oberts, sabanes boscoses i cultius del Sahel.

## Distribució
En una banda estreta de Guinea Bissau, Senegal i Gàmbia pel sud de Mali i Burkina Faso, Níger, nord de Nigèria i Camerun, sud del Txad, República Centreafricana i Sudan del Sud. S'ha registrat a Uganda però el seu estat és incert a Kenya. Pot haver-hi alguns moviments nòmades, sembla que es mou cap al sud durant l'estació seca i cap al nord durant les pluges.

## Status
Es tracta d'un ocell que ha estat poc estudiat. Es creu que la població total és d'entre 3.500 i 15.000 individus. L'espècie està amenaçada com a resultat de l’augment de les poblacions humanes a les regions del Sahel. Això provoca més desforestació, augment de la superfície cultivada i un augment associat de l’ús de pesticides, la sobrepastura, la urbanització i un augment de la pressió cinegètica. S'observa una disminució general en la poblacions de rapinyaires i aquesta espècie sembla disminuir en nombre i està classificada com a vulnerable per la Unió Internacional per a la Conservació de la Natura.

## Taxonomia
Juntament amb el serpentari pitnegre sovint es tractada com una subespècie de l'àguila marcenca a causa dels informes de parelles mixtes i perquè el serpentari del Sahel és intermedi en el plomatge entre l'àguila marcenca i el serpentari pitnegre. No obstant això, les diferències de plomatge són prou significatives perquè actualment se les consideri tres espècies separades dins d’una mateix complex d'espècies.